# Луцій Папірій Курсор (військовий трибун з консульською владою 387 року до н. е.)
Лу́цій Папі́рій Курсо́р (лат. Lucius Papirius Cursor; V-IV століття до н. е.) — політичний, державний і військовий діяч Римської республіки; дворазовий військовий трибун з консульською владою (консулярний трибун) 387 і 385 років до н. е.

## Біографічні відомості
Походив з патриціанського роду Папіріїв. Про батьків, молоді роки Луція Папірія відомості не збереглися.
393 року до н. е. його було обрано цензором.

### Перша трибунська каденція
387 року до н. е. його було вперше обрано військовим трибуном з консульською владою разом з Луцієм Валерієм Публіколою, Луцієм Емілієм Мамерціном, Гнеєм Сергієм Фіденатом Коксоном і Ліцінієм Мененієм Ланатом. Упродовж цієї каденції було створено чотири нові триби: Стеллатіна, Троментіна, Сабатіна і Арнієнса, довівши таким чином їхню загальну чисельність до 25. Народні трибуни знову пропонували виділення Понтійських земель для вже замирених вольськів.

### Друга трибунська каденція
385 року до н. е. його вдруге було обрано військовим трибуном з консульською владою, цього разу разом з Авлом Манлієм Капітоліном, Публієм Корнелієм, Луцієм Квінкцієм Цинціннатом, Гнеєм Сергієм Фіденатом Коксоном і, можливо, Титом Квінкцієм Цинціннатом Капітоліном. Тут разом із колегами з перемінним успіхом воював проти вольсків, герніків та латинян.
Про подальшу долю Луція Папірія згадок немає.